# М53/59 Прага
M53/59 Прага је лаки самоходни противавионски топ опремљен са два аутоматска топа у калибру 30 mm. Развијен је око 1950. у Чехословачкој. Намењен је за одбрану копнених јединица, аеродрома, бродова, командних центара, важних објеката и инсталација од дејства напредних нисколетећих циљева. Ефикасан је и за уништавања циљева на земљи и води.

## Опис
Оклопни труп самоходног противавионског возила се налази на модификованом ходном делу камиона Прага В-3С 6×6. У предњем делу се налази мотор и кабина за посаду. Оклоп мотора и кабине је израђен од челичних плоча дебљине 10 mm. Мотор је шестоцилиндрични дизел са воденим хлађењем Татра Т912-2, снаге 110 KS (модификована верзија ЈНА је Прага В3Сф, уграђен је ФАП-ов мотор, ФАП 13). У кабини су се налазила четири члана посаде, и у кабини нишанџије један члан посаде. У делу кабине, изнад седишта командира, постављена је осматрачница за горњу полусферу, израђена од плексигласа. У чеоном оклопу кабине постоје два прозора, од којих један користи возач за управљање возилом, а други командир одељења.
У задњем делу возила се налази хоризонтална платформа, на којој је монтиран противавионски топ -ПАТ 30/2 мм М53/59/70 са нишанско рачунарским хидрауличким уређајем НРХ Ј171А. ПАТ 30/2 мм намијењен је за гађање циљева у ваздушном простору на даљинама до 3000 метара и висини до 2500 метара. По потреби може гађати и циљеве на земљи (пешадија до 2000 метара, оклопна средства и утврђени бункери до 1000 метара), а борбени комплет је 600 граната. Користи гранату 30 mm са ТОГ, гранату 30 mm са ПЗОЗ, маневарски метак 30 mm и школски метак 30 mm. Има 8 оквира који се пуне по 50 граната. Оквири се постављају на топове са горње стране. ПАТ 30/2 мм се окреће 360° око своје осе и дозвољава елевацију топовима од -10° до +85°. Нишан је оптички, а уређај М53 може да се одмонтира и користи самостално. Брзина гађања је 14 метака у секунди. Највећи хоризонтални домет је 9300 m, а највећи вертикални домет је 6700 m.
Лоше стране овог возила су: мала покретљивост ван путева, немогућност прецизног дејства ноћу и по лошим метеоролошким условима, као и недостатак АБХ заштите.

## Борбена употреба
Оклопна возила М53/59 се налазе у наоружању Чешке, Словачке, Либије и земаља бивше СФРЈ. Борбено су употребљена 90-их током ратних сукоба на просторима бивше СФРЈ. Иако је њихова главна намена била борба против нисколетећих авиона и хеликоптера, углавном су употребљавана против живе силе и лако утврђених објеката. За време рата у Босни Прага је, због карактеристичног и снажног звука током паљбе, давала велику моралну подршку пјешадијским јединицама. Током бомбардовања Србије и Црне Горе од НАТО снага 1999. године, Праге су активно учествовале у одбрани. Према званичним подацима, Праге су обориле 2 беспилотне летелице и 12 крстарећих ракета. Поједини примерци у ВРС и ВЈ су прерађени, тако што су скинути уређаји М53 са топовима 30 mm, а на њихово место постављени лафети за лансирање противавионских ракета: лансер РЛ-1 (ракете Р-60МК) и лансер РЛ-4 (ракете Р-73). По својој ефикасности Прага је превазилазила југословенско самоходно противавионско возило БОВ-3, које је настало много касније у односу на Прагу. Западни стручњаци су проучавали борбе током 90-их, и дошли до закључка да је Прага једно од најефикаснијих оружја које је употребљавано у борбама на просторима бивше СФРЈ, у периоду од 1991. до 1999. године.